# Vjatšeslav Zahovaiko
Vjatšeslav Zahovaiko (Rapla, 29 de Dezembro de 1981) é um jogador de futebol estoniano.

## Títulos
FC Flora Tallinn
- Meistriliiga: 2003
- Copa da Estónia: 2007-08
- Supercopa da Estónia: 2004, 2009

Individuais
- Melhor marcador da Meistriliiga 2004 (28 golos)
- Bola de Prata 2009 - Melhor Golo do Ano (equipa nacional da Estónia)

## Ligações Externas
- Perfil no Fora de Jogo (em português)